# San Calocero al Monte
San Calocero al Monte è un complesso archeologico del I sec. d.C. sito in Albenga e dedicato al culto di San Calocero. Il complesso monastico fu attivo dal I al XVI secolo per poi essere dismesso e trasferito dentro le mura cittadine. Il complesso venne rinvenuto e studiato da Nino Lamboglia in più scavi a partire dagli anni trenta del XX secolo.
È situato alle pendici settentrionali del Monte di San Martino o Monte Bignone, nel suburbio dell'antica Albingaunum in una zona ricca di presenze archeologiche di età romana. In questo complesso sono stati rinvenuti dei ritrovamenti epigrafici di grande rilievo, oltre che una descrizione del XV secolo delle epigrafi che qui erano presenti.
Agli scavi archeologici hanno preso parte l'Istituto internazionale di studi liguri, il Ministero per i beni e le attività culturali, il Pontificio Istituto di Archeologia Cristiana e l'Ecole française di Roma.
Secondo la tradizione, il complesso venne eretto sulla tomba di San Calocero che mantenne il corpo finché non venne trasferito nel centro cittadino, è l’unico santuario martiriale ligure. Nella BHL 2837 e 2838 si fa riferimento alla figura del santo presente in Albenganense oppido  che fu decapitato e il suo corpo dispensava beneficio ai fedeli. Anche se ci sono vari riferimenti alle spoglie sottratte al monastero e portate in altri posti, non si ha nessuna certezza, solo un'epigrafe che secondo il Lamboglia sarebbe stata un ciborio, cioè un elemento decorativo posto in sommità di una tomba santorale, ritrovata in Palazzo Peloso Cepolla, nello stesso stile di elementi trovati durante gli scavi, che ci conferma della presenza della tomba del santo.

## Storia
Dagli scavi effettuati è emerso un numero considerevole di ceramiche e materiale vario di epoca romana, apparentemente dovuto alla presenza di una necropoli in epoca romana, probabilmente nei paraggi passava l'antica Via Julia Augusta. I terrazzamenti presenti di epoca romana indicano la presenza dell'uomo e la conseguente realizzazione dei sepolcri. Il monastero venne fondato sulla tomba di Calocerus, morto decapitato presumibilmente nel 304, in un luogo dove secondo la tradizione venivano dispensati miracoli dal corpo del Santo. L'epoca era quelle delle massime persecuzione di Diocleziano contro i cristiani, ed era difficile per una comunità ritrovarsi unita e fare le proprie cerimonie funebri, soprattutto con i delegati imperiali che dovevano accertarsi che ciò non succedesse, con un popolo cristiano emarginato dai cittadini. Quindi trovarsi a seppellire, a termine di un processo infamante e un'uccisione altrettanto infamante il corpo di un defunto ingombrante, potesse essere considerato con una forte ostilità da parte dei magistrati e della comunità cittadina, allineata con quella che era la filosofia generale dell'epoca e le divinità pagane. Pertanto è presumibile che Calocero fosse stato sepolto in un luogo marginale, defilato del suburbio, vicino a necropoli attive, oppure nel margine del terreno di qualche benestante simpatizzante o già convertito al culto cristiano, com'era prassi ben documentata nel III secolo. È anche normale che laddove sia stata dispiegata una prima tomba ci siano di conseguenza altre tombe e anche la generazione di necropoli e quindi di basiliche, come è successo ai Martiri della Magliana o sulla tomba di San Pietro. Nel nostro caso non si ha ampio uso in epoca paleocristiana, ma dal ritrovamento di vari monili e altro materiale si può dire che erano presenti delle tombe, forse anche distrutte per usare il materiale ivi contenuto dai primi cristiani che non accettavano la cerimonia funebre pagana. È quindi questo il primo insediamento cristiano di questa zona, una necropoli di cui non abbiamo certezze né della dimensione né dell'uso.
I primi ritrovamenti sono del I secolo d.C. con un vero insediamento di strutture del III secolo d.C. e la realizzazione di un monastero solo nel V-VI secolo. In questo periodo c'è la cristianizzazione di Albenga, con la presenza anche di San Martino di Tours che visse sull'isola Gallinara e dalla quale venne fondato il convento San Martino. Il primo intervento fu quello di creare la volta che coprì la cripta, rafforzando il muro ad arcate e utilizzando dei rinfianchi della volta delle anfore. La soluzione architettonica scelta fu legata alla presenza della tomba del Santo, usata come fulcro del complesso. La prima basilica fu a tre o solo a due navate, mentre la tessitura muraria ed elementi architettonici, avrebbero costituito un sorta di archetipo dell'architettura religiosa altomedievale della Liguria di Ponente. Il numero di navate resta in dubbio, poiché una di queste potrebbe essere stata utilizzata come luogo di sepoltura, separata dal resto della chiesa da un muro; tale tipo di struttura è stata pensata anche per la basilica battesimale e funeraria di Riva Ligure, un tempo sotto la stessa diocesi e coeva, ma senza ulteriori scavi e indagini non ci sono ancora certezze. Le due navate avevano la stessa larghezza, mentre quella sul lato del monte usata forse per le sepolture era più stretta. Dal VI al VII secolo le chiese extra moenia cioè San Clemente, San Vittore e San Calocero, erano le più ambite per le sepolture, soprattutto questa perché legata alla presenza del corpo del santo, con la presenza di un criptoportico e dei piccoli mausolei, con vasche in pietra del finale o in muratura. Comunque la struttura era conclusa nella seconda metà del VI secolo, anche se non si può escludere una struttura ridotta precedente.
Albenga risulta essere l'unica città della Liguria di Ponente ad avere una topografia cristiana suburbana e urbana. Fino all'VIII secolo sono state realizzate sepolture e costruiti ambienti coperti annessi alla chiesa. L'iscrizione epigrafe dell'abate Marinaces (Abbas Marinaces) e i ritrovamenti di parti artistiche, evidenziano un processo di monumentalizzazione della chiesa. Si ha un periodo dove sembra che il monastero sia andato in disuso o poco usato, forse con la traslazione delle spoglie di San Calocero a Civate, anche se qua si ha una confusione storica, difatti è possibile che una parte delle spoglie del santo siano andate a Civate mentre una parte rimasta ad Albenga, questo perché la camera sepolcrale è di grandi dimensioni qua, mentre a Civate c'è solo una piccola urna. Alle fasi medievali e post medievali sono attribuite le violazioni delle sepolture tardoantiche; mentre sul portico sottostante la navata settentrionale i sarcofagi e le sepolture in murature furono svuotati per essere riusati come fondazione dei pilastri di sostegno del piano di pavimentazione superiore.
Tra il VI e il VII secolo si ha la forte presenza bizantina, con diversi manufatti di questo periodo. Tra questi sono stati scoperti sette pilastrini, nessuno durante gli scavi ma erano stati già asportati per essere riutilizzati, conservati in parte a Palazzo Oddo, al Civico Museo Ingauno o nei depositi della Soprintendenza Archeologica della Liguria, anche se Nino Lamboglia aveva già evidenziato la presenza di pezzi marmorei utilizzati nei muretti a secco nel 1934. Uno di questi venne donato nel 1963 da Battista Vio Maglione che lo aveva rinvenuto in un suo magazzino in via Gian Maria Oddo dove veniva usato come scalino. I pilastrini hanno un'altezza di 110 cm circa, e venivano usati come arredo liturgico, probabilmente nell'area dell'altare maggiore. Nell'VIII secolo cambia la dominazione e cambia anche lo stile, tuttavia prosegue il processo di monumentalizzazione del complesso, con la realizzazione di plutei, archivolto, architravi, capitelli e sarcofagi realizzati in marmo decorato.
Tuttavia nel IX e X secolo si hanno le incursioni saracene che rendevano estremamente precaria la vita fuori dalle mura cittadina; in questa fase viene realizzato il muro di cinta esterna e viene edificato il monastero di San Martino al Monte, posizionato in un luogo dove si poteva vedere il mare e l'Isola, più difendibile rispetto a San Calocero, e che dista da questi solo 200 m, ma che cambia profondamente la vita dei monaci, che potevano, in caso di vista di navi saracene, correre a ripararsi in Città. È possibile che in quest'epoca una parte del materiale presente in San Calocero venne demolito per essere riutilizzato in San Martino, almeno secondo Nino Lamboglia, ma la presenza della tomba del Santo rendeva comunque ancora vivo il monastero, anche se probabilmente ridimensionato. A San Calocero durante i vari scavi è emersa una comune condizione, cioè quella che tutte le tombe sono state violate e profanate, non solo quelle più importanti alla ricerca di reliquie sante, o quelle relative alle tombe da essere riutilizzate per altre persone, ma tutte e in maniera violenta. Questa evidenza porta alla conseguenza che queste tombe non siano state aperte dai monaci o dai fedeli alla ricerca di chissà quale miracolo o ossa da poter venerare, ma in maniera violenta come da chi voleva rubare dei corredi funebri e recuperare così le poche ossa; questa era una prassi comune nelle incursioni saracene, che poi rivendevano il trovato, anche le ossa, facendole passare per reliquie di qualche santo o di qualche martire. Sono state rinvenuti alcuni riusi dei frammenti delle pesanti lastre sepolcrali realizzate in pietra di Finale nelle murature. Le tombe sono poi state riempite di materiale di cantiere misto a malta per essere riutilizzate come basamenti per altre strutture. Che San Calocero venne abbandonata del tutto o in parte in quest'epoca ci risulta anche dal testamento del magister Giovanni de Marixia che nel 1271 destina una somma della sua eredità al monastero di San Calocero, a patto che sibi fuerit sacerdos che ci indica che qui le messe non erano più regolari.
Nel 1286 si ha una traslazione delle reliquie del santo per opera dell'abate del monastero di San Martino della Gallinara, Giovanni e del vescovo Lanfranco di Negro, questo fatto rappresenta una ritrovata amicizia tra le due più importanti istituzioni religiose ingaune, nonché un avvicinamento tra il potere dei genovesi e la resistenza indipendente degli orgogliosi ingauni. La fattura di tale epigrafe è simile a quella che Lanfranco di Negro fece fare per la costruzione di una torre presso Castelvecchio di Oneglia, riconducibile alla stessa bottega se non allo stesso autore. Tale lapide venne traslata nel nuovo edificio consacrato a San Calocero e Santa Chiara nel Centro storico di Albenga consacrato nel 1618, dove risulta presente fino al 1855, poi venne ritrovata nel 1956 ma nuovamente scomparsa. L'analisi del materiale ritrovato nelle sepolture e delle ceramiche ha portato a evidenziare un'attività edilizia a cavallo tra il XIII e il XIV secolo, riconnesso con l'inventio del 1368 che ha portato alla riqualificazione della struttura come polo religioso, con la conversione in convento femminile. Infatti sembrerebbe che al termine del periodo delle incursioni saracene, e dell'abbandono totale o parziale del convento, con l'opera dell'Abate Giovanni, ci sia stato un rilancio del monastero, con successive opere edilizie di riqualificazione. Le reliquie sono state ritrovate e poste in un'urna di marmo e traslate sotto l'altare della navata centrale della chiesa di San Calocero al Monte.
Nel 1368 l'abate Federico di Ceva, il vescovo Giovanni Fieschi e il Comune di Albenga, in cambio di un canone annuo, cedettero la chiesa di San Calocero, gli edifici, e i terreni attigui, allo scopo di costituirvi un monastero femminile sotto la regola di San Benedetto, così come ci è stato tramandato e confermato dalla bolla di Gregorio X del 1374. Questo convento è visto e sovrinteso soprattutto dal monastero di San Martino, che per la prima volta in Albenga vede l'istituzione di una casa di religiose regolari. Già nel Duecento è presente in città la Congregatio Sancte Marie, ente benefico e laico, volta al sostentamento e alla cura dei bisognosi, che trova in questo convento femminile una più profonda devozione. La costituzione del monastero tuttavia è fragile.
In questo periodo si ha una diminuzione del numero dei monaci anche nel convento di San Martino, che diventa assieme a San Calocero, espressione di un esile segmento sociale, egemonizzato dalla famiglia dei Del Carretto che hanno due abati della Gallinara, Pietro (1398-1413) e Carlo (1424-1473), oltre al vescovo ingauno Matteo (1429-1448) e anche la badessa di San Calocero, Venezia, che sappiamo che nel 1485 prende in concessione un pezzo di terra, a nome suo di altre tre consorelle, di cui c'è anche Antonietta Del Carretto. Nel 1473 con la morte di Carlo, San Martino viene concesso in commenda, un evento simbolo del tramonto del cenobitismo benedettino albenganese. Nel 1490 i notabili ingauni, Nicolò Marchese, Francesco Marchese, Bernardo d'Aste, Agostino Giorgis, Gaspare Lavagna e Lorenzo Noberasco, approfittando della scomparsa della badessa, chiedono in Consiglio Comunale di provvedere alla riforma del convento in direzione della clausura. Tuttavia il gioco è importante e dura diversi anni, anche perché si deve avere il beneplacito delle stesse monache. Un primo impianto delle agostiniane, poi nel 1519 una delibera consigliare, ribadendo la necessità della clausura, prospetta il monastero la soggezione a quello dell'Annunziata di Pavia, sotto la regola di Santa Chiara. L'approvazione papale avviene quattro anni dopo, sotto la direzione spirituale di San Bernardino, ma la decisione è in contrasto con le monache, che sono cinque e decidono di lasciare il convento. Le Clarisse affermano la loro forte presenza con una inventio dove la badessa, suor Innocenza della Lengueglia, si mette alla pari agli altri uomini di potere clericale e cittadino; con questa traslazione avvenuta il 29 novembre 1523 il convento ottiene piena legittimazione. Si sa che alla vigilia della traslazione in centro nel 1586 si hanno undici monache, una Spelta, due Ricci , una Cepollina, tre Lengueglia. Il culto di San Calocero ottiene nuova linfa, con il rinnovamento dei luoghi e del culto attraverso il recinto sacro del monastero, capace di scontrarsi con San Verano e San Benedetto per devozione spirituale. Viene definito anche il nome diffuso all'epoca di Calozano a partire dalla seconda metà del Trecento. San Calocero era anche il protettore dalla peste nel tardo Medioevo, tant'è che in città non si radica il culto di San Rocco e San Sebastiano, che erano gli specialisti della malattia.
Nel 1585 il visitatore apostolico Nicolò Mascardi nell'ambito della sua ricognizione di tutti gli edifici religiosi della diocesi di Albenga, visitò il monastero che ritenne inadeguato, ingiunse l'edificazione di un nuovo complesso presso l'antica chiesa urbana di San Lorenzo. Tra le situazioni che sembravano non adeguate era la possibilità di interferenze secolari, tant'è che ordinò nell'immediato la realizzazione di un muro nella porta del parlatoio e la serrata con grate di ogni finestra. L'utilità pubblica del monastero venne ancora ribadita poiché con la realizzazione della nuova struttura intra moenia la città il 17 gennaio del 1586 dispose la somma di 2000 lire di moneta di Genova. Il 2 maggio del 1593 i lavori erano conclusi, e così avvenne una solenne celebrazione di traslazione di San Calocero, alla quale parteciparono 8'000 persone con la processione aperta dal vescovo Luca Fieschi, nella quale il Papa Clemente VIII diede l'indulgenza plenaria omnium peccatorum. Al corteo partecipò tutto il clero cittadino e gran parte di quello della Diocesi; il corpo del Santo era sormontato da un baldacchino e preceduto da luminaria, fu condotto a spalla da 6 monaci vestiti con la casula, camice e stola. Al centro del corteo c'erano le monache che interruppero la loro serrata vita claustrale. Al termine il vescovo offri la benedizione pontificale e un'indulgenza di 40 giorni. Ma a questo si aggiunse una parte di devozione popolare con arazzi appesi alle finestre e e mortaretti che scoppiavano lungo la processione in segno di giubilo. La cerimonia di benedizione terminò il giorno seguente, quando il vescovo Fieschi con una messa sull'altare maggiore dov'erano stata messe le ossa del Santo, benedì il complesso. Qua venne posta un'epigrafe che venne poi smarrita quando il monastero venne dismesso per essere recuperata nel 1956. Tuttavia la struttura era troppo piccola, e già nel 1607, grazie al contributo del nobile Selvaggio D'Aste, le monache si dotarono di una chiesa più grande dove nel 1618 venne trasferito ancora una volta le sante reliquie.
Altri ampliamenti e modifiche vennero realizzati nel corso dei secoli fino al 1593 quando le monache clarisse si trasferirono nel quartiere di Sant'Eulalia nell'attuale Ospedale Vecchio. L'area il monastero vennero acquistate 1607 dalla famiglia Cepolla. Nel 1934 Nino Lamboglia eseguì i primi scavi, e in altre fasi durante il corso del XX secolo e dei decenni successivi. L'area è diventata comodamente visitabile e fruibile a partire dal 2008.

## Descrizione
Al suo apice la struttura era realizzata da un'ampia area dove erano presenti una chiesa con cripta al di sotto e un campanile annesso, una struttura a convento e un'altra piccola struttura, il tutto circondato da due ampi cortili in muratura per un'area globale di oltre 3 000 m².
La parte più antica è il muro di contenimento realizzato a riseghe che serviva a ricavare un ampio spazio pianeggiante soprastante. I tubuli di terra cotta delle acque visibili indicando che tale muro in antichità venne realizzato proprio per questo motivo, e ritrovamenti ceramici indicano che tale zona era già presente un insediamento precedente. Le tombe alla cappuccina e le ceramiche rilevati, e la tessitura muraria ci permettono di dire che tale opera venne realizzata nel III secolo d.C., cioè in epoca tardo-imperiale romana.
Gli scavi avvenuti nel 2000 ci permettono di affermare che una fascia importante fosse occupata da delle sepolture tardo-antiche. Di fronte a tale muro venne realizzato un porticato coperto a spiovente e con cinque arcate datato al V secolo. Solo successivamente con la realizzazione della basilica cristiana lo spazio venne trasformato con la realizzazione di una volta in muratura appoggiata al muro romano. Il vano realizzato è uno spazio buio impiegato come una vera cripta funeraria, chiamato in gergo criptoportico, adibita a ospitare sepolture del ceto privilegiato, deposte in strutture e in sarcofagi apud corpus sanctum, cioè disposte vicino all'inumazione di un Santo. Tale fase può essere datata grazie al ritrovamento delle anfore impiegato per alleggerire la volta nel VI secolo.
L'interno della navata principale della chiesa è stato realizzato tra la fine del V e la meta del VI secolo, con in testa un'abside semicircolare disposta canonicamente a est e da un'ulteriore navata disposta a nord, verso la piana, che oggi risulta scomparsa ma che era la copertura della cripta sottostante. Esisteva un ulteriore vano liturgico localizzato contro il monte stretto e lungo. Erano presenti numerosi resti e arredi liturgigi, come plutei, capitelli, pilastrini, che sono la testimonianza di una monumentalizzazione della chiesa a partire dalla metà del VI secolo, con un ultimo rifacimento in epoca longobarda durante il VII secolo, per opera dell'abate Marinace di cui resta un'epigrafe a testimonianza. Era presente un vano reliquiario marmoreo sotto l'altare al centro dell'abside.
Tale basilica era vicino alla Via Julia Augusta, dove gli spazi laterali vennero usati per la realizzazione di impianti funerari romani nel I e II secolo d.C..

## Sistemazione per le visite
Negli anni 1980 vennero realizzati i primi parziali lavori di ricostruzione e sistemazione delle aree condotte dall'architetto Giorgio Rosati dell'Ufficio Tecnico della Soprintendenza della Liguria. Nel 2000 sono stati realizzati i lavori di sistemazione e allontanamento delle acque meteoriche; ma solo nel 2001 sono iniziati i percorsi per permettere l'accesso alla zona della cripta con un percorso di accesso realizzato in profilato metallico e grigliati, che sono stati progettati nel 2003 e dopo varie vicissitudini portati a termine nel 2008. L'intervento ha portato a rendere l'area completamente fruibile andando a realizzare un primo approccio per portare l'area a essere più organizzata anche nel contesto dei beni archeologici presenti sul Monte Bignone. Esiste attualmente un percorso a vista dall'entrata del sito sul lato est che porta il visitatore attraverso la navata centrale della chiesa all'area in acciottolato posta sul fronte della stessa e mediante una scala, fino al prato superiore nella zona sud. Gli interventi sono stati il più possibile limitati realizzando piccoli interventi di carattere murario o con delle basi in conglomerato cementizio.

## Scavi archeologici
Gli scavi nell'area sono avvenuti a più riprese, le prime eseguita da Nino Lamboglia in maniera più pioneristica nel 1934 e poi nel 1938-39, quindi sempre dallo stesso nel 1971 in maniera più approfondita. La campagna significativa avvenne nel 1987 con sette diversi saggi nelle aule principali della basilica. Altri sondaggi sono stati condotti nel 1990-91 nella chiesa e negli spazi antistanti a ovest. Portato a termine un esproprio si è potuto iniziare nuovamente lo scavo nel 1998 e sporadicamente e puntualmente negli anni successivi fino al 2014.
Gli scavi hanno messo alla luce le tombe di 26 individui, molti dei quali in cattive condizioni che non hanno permesso studi troppo approfonditi. Non si sono rilevati particolari patologie, tranne la periostite, un'infiammazione degli arti inferiori dovuti ai traumi, tipico delle persone che camminano molto, o di colpi presi duranti i lavori. Un altro aveva un becco osteotifico conseguenza di spondiloartrosi, cioè una persona che ha portato sulla propria schiena dei pesi in maniera asimmetrica per diverso tempo; un altro individuo presentava una frattura cranica di tipologia detta a stampo a livello del parietale sinistro. Dei 26 individui un terzo era composto da persone decedute in età infantile.

## Curiosità

### La strega bambina
Nel 2014 una campagna di scavi condotta dal professor Philippe Pergola del Pontificio Istituto di Archeologia Cristiana e finanziato dalla Fondazione Nino Lamboglia (che si avvale di un finanziamento di Stanleybet per la cultura), portò alla luce uno scheletro che fece scalpore; venne rinvenuto un corpo del XIV secolo di una ragazza di circa 13 anni, alta 1,48 m e sepolta a testa in giù; un tempo tale sepoltura veniva riservata alle persone ritenute indegne in maniera che non potessero risorgere al momento della Resurrezione. Tale particolarità fece subito scalpore e il caso venne battezzato come la strega bambina di Albenga. La giovane sarebbe morta per anemia dovuta forse alla scorbuto e alla malnutrizione,  tale malattia provoca svenimenti e crisi epilettiche violente che i contemporanei avrebbero visto come una possessione demoniaca, pertanto è possibile che fosse stata sepolta a testa in giù perché ritenuta una strega affiliata al demonio. Tali tipi di sepolture erano riservati anche ai suicidi o agli assassini, ma anche agli assassinati per timore che tornassero a vendicarsi e alle streghe per evitare che lo spirito uscisse dal sepolcro per partecipare ai sabba.
Altra teoria volle che tale sepoltura fosse voluta per manifestare la sua estrema umiltà a Dio, come i sacerdoti quando si coricano sul pavimento, o come la sepoltura di Pipino il Breve che venne messo a testa in giù, difatti il ritrovamento di questo corpo vicino a una chiesa, cioè in un luogo ambito, fa pensare che non fosse una strega, a meno che la sepoltura vicino a una dimora di Dio non fosse per esorcizzare la possessione.
Attualmente lo scheletro è conservato all'interno di Palazzo Oddo.

### Epigrafi ingiuriose
Ad Albenga erano già state rinvenute alcune epigrafi che maledicevano coloro che avrebbero violato il sepolcro, ma negli scavi di San Calocero ne emersero diverse; tale usanza è completamente isolata dall'ambito delle tradizioni liguri.
Il ritrovamento di un epitaffio per una ignota defunta del VI secolo che termina con una maledizione contro i potenziali violatori del sepolcro, che è una caratteristica ricorrente nell'epigrafia ingauna tardo antica, isolata nell'ambito ligure.
(Epigrafe su tomba del VI secolo)
Altra epigrafe che maledice coloro che violeranno il sepolcro è sulla tomba di Honorata moglie di Tzittanus, massima autorità durante il dominio bizantino, morta nel 568.
(Epigrafe sulla tomba di Honorata)

### Un pellegrino di Santiago di Compostela
All'interno della sepoltura T5, è stata trovata alla destra del cranio dell'individuo, due conchiglie di San Giacomo, o Pecten jacobaeus, una delle quali conservata discretamente bene. Queste conchiglie erano un ricordo che i pellegrini acquistavano sulle bancarelle al lato della Cattedrale di Santiago di Compostela, e il numero indica quante volte un pellegrino si era recato al Cammino di Santiago di Compostela; non è il primo ritrovamento in Albenga e in Liguria di pellegrini che si recavano al Santuario della Galizia. Tale ritrovamento dà la conferma dell'importanza del monastero di San Calocero e dei collegamenti che questo aveva con il mondo antico.

### Devozione
Nel periodo medievale il culto per San Calocero era fortissimo nei territori governati dagli albenganesi, tant'è che il primo nome della chiesa di San Giorgio era San Calocero de Pratis, forse un'estensione della copertura del monastero sul lato opposto della città; stessa cosa per la Chiesa di San Calocero di Cisano sul Neva edificata nel XI secolo, o la Chiesa di San Calocero sul monte Castell'Ermo a Vendone ma anche di quella a Vezzi Portio, cioè al confine dei territori controllati dagli ingauni.